# تكافل وكرامة
تكافل وكرامة هو برنامج التحويلات النقدية المشروطة الذي أطلقته وزارة التضامن الاجتماعي تحت مظلة تطوير شبكات الأمان الاجتماعي. يقدم البرنامج للمساعدات النقدية المشروطة يقدم مساعدة للأسر الفقيرة والأكثر احتياجا بجمهورية مصر العربية، وذلك عن طريق الاستهداف الموضوعي للأسر التي لديها مؤشرات اقتصادية واجتماعية منخفضة تحول دون إشباع احتياجاتها الأساسية وكفالة حقوق أطفالها الصحية والتعليمية، هذا بالإضافة إلى مد شبكة الحماية لتشمل الفئات التي ليس لديها القدرة على العمل والإنتاج مثل كبار السن (65 سنة فأكثر) أو من هم لديهم عجز كلى أو إعاقة.

## الأهداف
من أهم أهداف إطلاق برنامج تكافل وكرامة:
- تقديم المساعدات النقدية للأسر الفقيرة والأكثر احتياجا والأشخاص ذوى الهمم، لتحسين مستوى معيشة هؤلاء الأسر.
- مد شبكة الحماية لتشمل الفئات التي ليس لديها القدرة على العمل والإنتاج، مثل كبار السن 65 سنة فأكثر أو ممن لديهم عجز كلى أو إعاقة.
- صرف مساعدات نقدية للطلاب من أبناء الأسر المستفيدة من البرنامج، حيث يتم صرف دعم نقدى شهريا للأسر المستفيدة من "تكافل وكرامة" بمتوسط شهري من 620-740 جنيها شهريا لكل أسرة.
- كل من يحصل على "تكافل وكرامة " له الحق في مجانية التعليم، وله الحق أيضا في الدعم الغذائي ودعم الخبز.
- نصيب كل أسرة من الدعم قد يصل إلى 1200 جنيه شهريا، ويتم صرف دعم بقيمة 75 جنيها للطفل أقل من 6 سنوات من أبناء أسر تكافل وكرامة، و100 جنيه للطالب في المرحلة الابتدائية و125 جنيها للطالب في المرحلة الإعدادية، و175 جنيها للطالب في المرحلة الثانوية، كذلك استمرار صرف دعم نقدى للطلاب في المراحل الجامعية بقيمة 200 جنيه شهريا.

## الفئات المستحقة
- الأسرة
- الطفل
- المرأة
- ذوي الإعاقة
- المسنين
- الشباب

## الشروط
- أن لا يكون الزوج/الزوجه او المسن/ العاجز يعمل بالحكومة أو القطاع العام او القطاع الخاص بأجر تأمينى أكثر من 400 جنيه او ان يتقاضى معاش تأمينى أو مساعدة ضمانية
- أن تكون الأسرة المتقدمة لبرنامج "تكافل" لديها أبناء من حديثي الولادة حتى سن الثمانية عشر عاما، على أن يكون الأبناء من سن السادسة لسن الثمانية عشر بمراحل التعليم المختلفة
- تقديم كافة المستندات الداعمة واللازمة للتقدم مثل صور بطاقات رقم قومي سارية وصور شهادات ميلاد وصور وثائق الزواج أو الطلاق أو الوفاة او الهجر وصور إيصالات استهلاك كهرباء وشهادة قومسيون طبي رسمية تبين درجة إعاقة تبدأ من درجة 50 أو غيرها من الوثائق المطلوبة.
- أن يكون الأفراد المتقدمين لبرنامج "كرامة" من المسنين بعمر يبدأ من 65 عام أو من أصحاب عجز أومرض مزمن يحول بينه وبين العمل أو ينقص من قدرته على العمل ويثبت المرض أو الإعاقة بالفحص الطبي، أو من الأيتام الذي لاينالون الرعاية من الأب أوالأم بل من الأقارب من الدرجة الثانية أو أبعد من ذلك.

## الإحصاءات
في 4 أكتوبر 2022، أكدت الدكتورة نيفين القباج وزيرة التضامن الاجتماعى، أن الدعم النقدى "تكافل وكرامة" وصل من 6.5 مليون فرد في 2014، إلى 22 مليون فرد في عام 2023، بتكلفة 36 مليار جنيه.